# Мария Кюри (филм)
„Мария Кюри“ е игрален филм от 2016 г. на режисьорката Мари Ноел. Филмът е копродукция между Полша, Франция и Германия.
Премиерата на филма е на 9 септември 2016 г. по време на Международния филмов фестивал в Торонто. В България е представен за първи път на 11 март 2017 г. по време на XXI Международен София Филм Фест.
Филмът представя животът на Мария Кюри между 1903 г., когато получава Нобелова награда за физика, и получаването на Нобелова награда за химия „като награда за нейните заслуги за развитието на химията чрез откриването на елементите радий и полоний, чрез изолацията на радия и изучаването на същината и съединенията на този елемент“ през 1911 г.

## Актьорски състав
- Каролина Грушка – Мария Кюри
- Чарлс Берлинг – Пиер Кюри
- Ари Ворталер – Пол Ланжвен
- Малик Зиди – Андре Деберн